# Alianza Liberal
De Alianza Liberal (Nederlands: Liberale Alliantie) was een Chileense politieke coalitie die van 1875 tot 1891 bestond en was samengesteld uit verschillende progressief-liberale partijen en groepen als tegenhanger van de conservatief-liberale Fusión Liberal-Conservadora (Liberaal-Conservatieve Fusie). De voornaamste partijen binnen de Alianza Liberal waren de (vooruitstrevende vleugel van de) Partido Liberal (Liberale Partij) en de Partido Radical (Radicale Partij). De Alianza ging ten onder tijdens de Chileense Burgeroorlog (1891).
Kort daarna werd opnieuw een Alianza Liberal opgericht als samenwerkingsverband van conservatieven, radicalen en liberalen die gekant waren tegen de voormalige president Balmaceda. De Alianza Liberal was progressiever dan de Coalición, een bundeling van meer conservatieve en conservatief-liberale partijen en groepen.
De Alianza Liberal was electoraal succesvoller dan de Coalición.
Later (1920) werd de naam veranderd in Unión Liberal (Liberale Unie), toen alle liberale partijen en groepen zich hadden verenigd en er een einde was gekomen aan de versnippering van de liberalen. In 1925 werd de Unión Liberal ontbonden.

## Samenstelling 1891-1925
De volgende partijen en groepen maakten deel uit van de Alianza Liberal:
| Partij                      | Partij |
| --------------------------- | ------ |
| Partido Liberal             |        |
| Partido Radical             |        |
| Partido Nacional            |        |
| Partido Demócrata           |        |
| Partido Liberal Doctrinario |        |

## Presidentskandidaten namens de Coalición 1876-1920
| Verkiezingen | Kandidaat | Kandidaat | Kandidaat                       | Partij | Partij        | Uitkomst     |
| ------------ | --------- | --------- | ------------------------------- | ------ | ------------- | ------------ |
| 1876         |           |           | Aníbal Pinto Garmendia          |        | PL            | President    |
| 1881         |           |           | Domingo Santa María González    |        | PL            | President    |
| 1886         |           |           | José Manuel Balmaceda Fernández |        | PL            | President    |
| 1891         |           |           | Jorge Montt Álvarez             |        | Onafhankelijk | President    |
| 1896         |           |           | Vicente Reyes Palazuelos        |        | PL            | Niet gekozen |
| 1901         |           |           | Germán Riesco Errázuriz         |        | PL            | President    |
| 1906         |           |           | Pedro Montt Montt               |        | PN            | President    |
| 1910         |           |           | Ramón Barros Luco               |        | PL            | President    |
| 1915         |           |           | Javier Ángel Figueroa Larraín   |        | PL            | Niet gekozen |
| 1920         |           |           | Arturo Alessandri Palma         |        | PL            | President    |

## Verkiezingsresultaten 1876-1888
- 1876: 43 afgevaardigden; 21 senatoren
- 1879: 84 afgevaardigden; 19 senatoren
- 1882: 102 afgevaardigden; 25 senatoren
- 1885: 80 afgevaardigden; 30 senatoren
- 1888: 94 afgevaardigden; 36 senatoren

## Verkiezingsresultaten 1891-1924
| Verkiezingsjaar / Kamer van Afgevaardigden | 1891 | 1894 | 1897 | 1900 | 1903 | 1906 | 1909 | 1912 | 1915 | 1918 | 1921 | 1924 |
| Alianza Liberal                            | 54   | 66   | 26   | 42   | 38   | 53   | 52   | 62   | 53   | 67   | 68   | 75   |
| Coalición                                  | 40   | 28   | 68   | 52   | 56   | 41   | 43   | 56   | 65   | 51   | 48   | 43   |
| Aantal gekozen afgevaardigden              | 94   | 94   | 94   | 94   | 94   | 94   | 95   | 118  | 118  | 118  | 116  | 118  |

| Verkiezingsjaar / Senaat | 1891 | 1894 | 1897 | 1900 | 1903 | 1906 | 1909 | 1912 | 1915 | 1918 | 1921 | 1924 |
| Alianza Liberal          | 23   | 22   | 14   | 16   | 9    | 7    | 17   | 18   | 21   | 24   | 24   | 23   |
| Coalición                | 9    | 10   | 18   | 16   | 23   | 22   | 15   | 19   | 16   | 13   | 13   | 14   |
| Aantal gekozen senatoren | 32   | 32   | 32   | 32   | 32   | 29   | 32   | 37   | 37   | 37   | 37   | 37   |

Bron: Heise 1982